# Andreas Moborg
Andreas Moborg (* 12. Mai 1977 in Mantorp, Gemeinde Mjölby) ist ein ehemaliger schwedischer Eishockeyspieler, der in Deutschland für die Landshut Cannibals, Eisbären Regensburg, Straubing Tigers und den REV Bremerhaven auf der Position des Verteidigers gespielt hat.

## Karriere
Nach beschwerlichen Anfängen in Schweden zog es Andreas Moborg nach Nordamerika. 1997 begann er dort auf der University of Vermont seine Karriere.
2001 wechselte er von dort in die East Coast Hockey League zu den Trenton Titans. Da er in Trenton sehr überzeugen konnte, wagte er noch während der Saison den Schritt in die American Hockey League zu den Philadelphia Phantoms, bei denen er jedoch nur ein Saisonspiel bestritt. Daraufhin wechselte er nach Großbritannien zu Coventry Blaze in die Ice Hockey Superleague. Zur Saison 2003/04 beschloss er beim REV Bremerhaven in der Oberliga einen Neuanfang zu starten. Mit Bremerhaven gelang ihm der Aufstieg in die 2. Bundesliga. Gleich im Jahr nach dem Aufstieg gelang die Teilnahme an den Playoffs, in denen man erst im Halbfinale ausschied. Doch nachdem in Großbritannien die neue Elite Ice Hockey League gegründet worden war, kehrte er 2005 zurück zu den Coventry Blaze. Nach einer für Moborg durchwachsenen Saison ging er im Sommer 2006 zurück nach Deutschland zum EV Regensburg. Durch starke Leistungen weckte er das Interesse der Straubing Tigers, die ihn 2007 unter Vertrag nahmen. In Straubing konnte er jedoch die an ihn gerichteten Erwartungen nicht erfüllen und ging nach nur einer Saison zu den Landshut Cannibals, die noch einen Verteidiger suchten.
Im November 2008 erlitt Moborg eine Schultersprengung, die er jedoch verhältnismäßig schnell auskurierte, sodass er schon im Februar sein Comeback für die Cannibals feiern konnte. Trotz des Ausscheidens im Playoffviertelfinale gegen den EV Ravensburg verlängerte Moborg seinen Vertrag bei den Cannibals. In der folgenden Saison gehörte er wieder zu den Leistungsträgern in der Verteidigung der Cannibals und beendete nach dem Ausscheiden im Playoffviertelfinale gegen die Bietigheim Steelers seine Karriere. Fortan ist er diversen Medienberichten zufolge als Feuerwehrmann in Kanada tätig.